# Key Biscayne
Key Biscayne ist eine Insel im Miami-Dade County im US-Bundesstaat Florida zwischen dem Atlantischen Ozean und der Biscayne-Bucht gelegen. Sie befindet sich südlich von Miami Beach sowie südöstlich von Miami und ist die südlichste der vorgelagerten Barriereinseln entlang der atlantischen Küste Floridas. Mit Miami und dem Festland ist der Key über den 1947 erbauten Rickenbacker-Damm verbunden.
Die Insel ist in drei Abschnitte unterteilt. Der nördliche Teil von Key Biscayne beheimatet den Crandon Park, bei dem es sich um einen County-Park handelt. Den mittleren Abschnitt der Insel nimmt die Gemeinde Key Biscayne mit 12.344 Einwohnern (Stand: 2010) ein. Im südlichen Inselteil befindet sich der Bill Baggs Cape Florida State Park, der unmittelbar an den Biscayne-Nationalpark angrenzt.

## Geografie

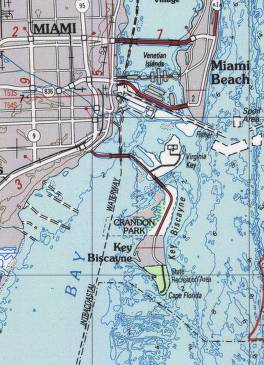
Karte von Key Biscayne

Key Biscayne gehört, obwohl als „Key“ bezeichnet, geologisch gesehen nicht zu den Florida Keys, sondern ist eine Barriereinsel, die sich aus erodiertem Sand von den Appalachen zusammensetzt. Dieser wurde von Flüssen an den Atlantik transportiert und wanderte dann durch Küstenströmungen südwärts entlang der Küste. Auf der Inseloberfläche findet sich kein hartes Felsgestein, sondern nur Schichten von weichem „Shelly-Sandstein“, der bis in Tiefen von 30 Metern oder mehr reicht. Key Biscayne bildet das südliche Ende des Sandtransportsystems entlang der Küste. In den 1850ern vermerkte Louis Agassiz, dass „kein quarzhaltiger Sand mehr südlich von Cape Florida zu beobachten sei.“ (Die Strände in den Florida Keys bestehen hauptsächlich aus fein pulverisierten Muschelschalen.) Geologen gehen davon aus, dass sich die Insel um 2000 v. Chr. gebildet hat, kurz nach dem Ende des Meeresspiegelanstiegs. Der Sand, der durch die Küstenströmungen herangetragen wurde, begann sich aufzutürmen und bildete neue Barriereinseln vor der südlichen Küste Floridas.
Key Biscayne dehnt sich in nord-südlicher Richtung aus, mit spitz zulaufenden Enden an jeder Seite. Die Insel ist ungefähr acht Kilometer lang und 1,6 bis 3,2 Kilometer breit. Das nördliche Ende wird durch den Bear Cut von einer weiteren Barriereinsel, dem Virginia Key, getrennt. Cape Florida bildet das südliche Inselende. Der Cape-Florida-Kanal trennt die Insel von der Safety Valve, flache Sandflächen, die durch Gezeitenkanäle eingeschnitten sind und sich 14 Kilometer südwärts bis zu den Ragged Keys am Nordende der Florida Keys erstrecken. Zwischen Key Biscayne und den Ragged Keys liegt nur noch der etwa 180 mal 90 Meter große Soldier Key. Der Cape-Florida-Kanal (1849 noch 3 bis 3,5 Meter tief) und der Bear Cut (1849 etwa 1 Meter tief) sind die tiefsten natürlichen Meerengen in der Biscayne-Bucht und boten für Seeschiffe den einzigen Zugang zur Biscayne-Bucht – bis es zu Beginn des 20. Jahrhunderts zur Aushebung künstlicher Kanäle kam. Im Jahr 1849 besaß die Insel auf der Ostseite einen feinen Sandstrand sowie Mangroven und Lagunen auf der Westseite. Die Insel liegt durchschnittlich 1,5 Meter über dem Meeresspiegel.

## Geschichte
Die erste bekannte menschliche Besiedlung erfolgte durch amerikanische Ureinwohner vom Tequesta-Stamm. Auf der Insel gefundene Muscheln, Knochen und weitere Artefakte deuten auf eine intensive Nutzung hin und es gibt Anzeichen dafür, dass vor 1.500 bis 2.000 Jahren eine größere Siedlung auf der Insel existierte. Archäologische Befunde dafür lieferte eine Untersuchung des 1992 vom Hurrikan Andrew freigelegten Bodens am südlichen Inselende.
1513 kartierte Juan Ponce de León Key Biscayne auf seiner ersten Mission in die Neue Welt. Er taufte die Insel Santa Marta und beanspruchte sie für die Spanische Krone. Er berichtete davon, frisches Quellwasser entdeckt zu haben, was dazu führte, dass die Insel bald auf vielen Seekarten verzeichnet war. Ponce de León nannte die Biscayne-Bucht hinter der Insel Chequescha, was einer abgewandelte Form von Tequesta entspricht.
Als erster europäischer Siedler von Key Biscayne gilt Pedro Fornells, der mitsamt Familie und Hausstand auf die Insel zog. Pedro und seine Frau Mariana waren menorquinische Siedler der Kolonie in New Smyrna in Nord-Florida. Nachdem sie von dort flüchteten, schlossen sie sich anderen Menorquinern an, die Zuflucht in St. Augustine suchten und blieben in dieser Stadt, als Florida 1783 wieder unter spanische Herrschaft fiel. Fornells erhielt 1805 eine königliche Konzession von 71 Hektar am südlichen Ende von Key Biscayne. Die Konzession erforderte von Fornells auf der Insel zu leben und innerhalb von sechs Monaten Anbau zu betreiben. Er verlegte seinen Haushalt auf die Insel, nach sechs Monaten aber kehrte die Familie nach St. Augustine zurück, nur ein Hausverwalter namens Vincent blieb zurück.

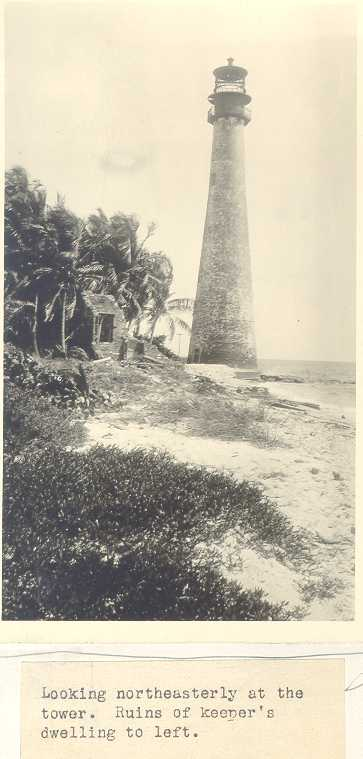
Cape Florida Leuchtturm 1923

1821 wurde Florida zum US-Territorium. 1824 erwarb Mary Ann Channer Davis, die mit ihrem Ehemann 1821 nach St. Augustine zog, Fornells Ansprüche auf Key Biscayne von Fornells Erben für 100 US$. Mary und ihr Ehemann William Davis, ein stellvertretender US Marshal, waren wahrscheinlich mit den Plänen vertraut, dass irgendwo an der Küste Floridas zwischen St. Augustine und Key West ein Leuchtturm entstehen sollte und wussten, dass Key Biscayne als Ort dafür in Frage käme. Mary und William verkauften 1,25 Hektar ihres neu erworbenen Landes an der Südspitze der Insel (Cape Florida) an die US-Regierung für 225 US$. Die Bundesregierung ließ auf diesem Stück Land 1825 den Cape Florida Leuchtturm erbauen.
1836 griffen Seminolen während des Zweiten Seminolenkrieges den Leuchtturm an und brannten ihn nieder. Bei den Kämpfen wurde der verantwortliche Leuchtturmwärter schwer verletzt und sein schwarzer Assistent getötet. 1846 bewilligte der US-Kongress 23.000 US$ für den Wiederaufbau des Turms, die Arbeiten dazu wurden 1847 fertiggestellt. 1861 sabotierten Konföderierte den Leuchtturm, der während der Blockade des konföderierten Floridas die Schiffe der Nordstaatler durch die Gewässer leiten sollte. Der Leuchtturm wurde 1866 wieder repariert und neu beleuchtet. 1878 löste der Fowey Rocks Light elf Kilometer südwestlich von Cape Florida den Cape Florida Light ab.

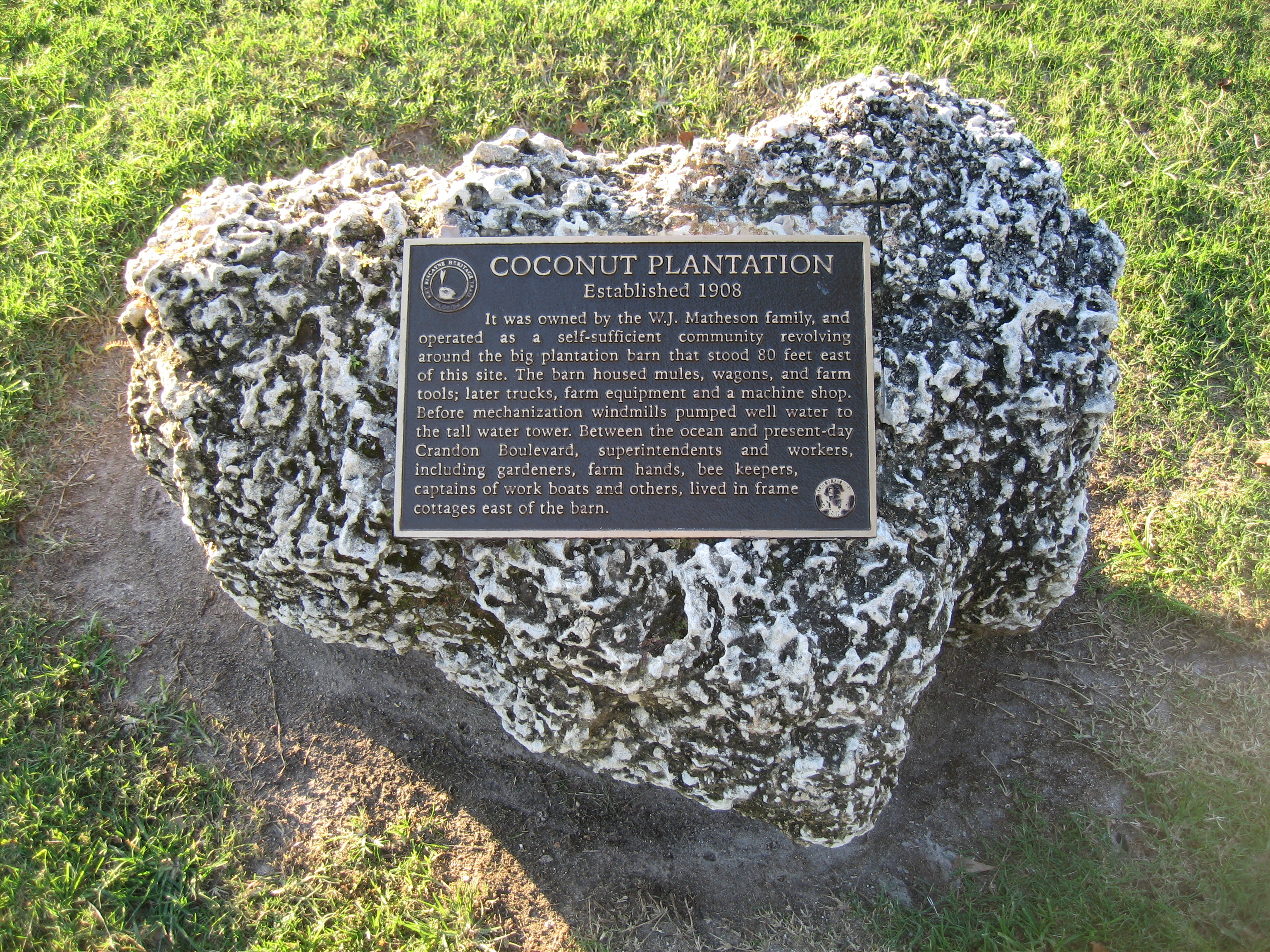
Gedenktafel für eine Kokosnussplantage in Village Green

Zu Beginn des 20. Jahrhunderts wurden zwei Drittel von Key Biscayne als größte Kokosnussplantage der kontinentalen Vereinigten Staaten bewirtschaftet. Der Bau des Rickenbacker-Dammes 1947 sorgte für die verkehrsmäßige Erschließung der Insel. Der Damm wurde nach Edward Vernon Rickenbacker benannt, einem erfolgreichen Jagdflieger des Ersten Weltkrieges und Präsident der Eastern Air Lines. In den 1950ern baute die Mackle Construction Company Hunderte von Ranches und Landhäuser für rückkehrende Veteranen des Koreakrieges.
1992 überfluteten durch Hurrikan Andrew aufgestaute Gewässer einige Häuser und Geschäfte auf dem bewohnten Teil von Key Biscayne. Der Augenwall des Wirbelsturms passierte jedoch den 1967 eröffneten Bill Baggs Cape Florida State Park im südlichen Inselteil. Dabei waren die Schäden ein Segen für den Park, da der Sturm alle nichteinheimischen Pflanzen vernichtet hatte, die der Staat jahrelang auszurotten versuchte. Durch die Finanzierung mit Mitteln des Bundes und des Staates konnte einheimische Vegetation wieder neu angepflanzt werden, womit der Park zu einem sehenswerten Naturraum avancierte. In den letzten Jahren kam es zum Bau von mehreren großen Resort-Hotels, Eigentumswohnungskomplexen und Einkaufszentren.
Von 1985 bis 2018 fand auf Key Biscayne mit dem Miami Masters jährlich ein bedeutendes Herren-Tennisturnier statt. Seit 2019 wird das Turnier im Hard Rock Stadium ausgetragen.

## Trivia
Der Film Zwei Asse trumpfen auf wurde 1981 auf der Insel gedreht.